# Kōta Ishida
Kōta Ishida (japanisch 石田 皓大 Ishida Kōta; * 13. Februar 1997 in der Präfektur Yamaguchi) ist ein japanischer Fußballspieler.

## Karriere
Kōta Ishida erlernte das Fußballspielen in der Universitätsmannschaft der Universität Fukuoka. Seinen ersten Vertrag unterschrieb er am 1. Februar 2019 bei Tegevajaro Miyazaki. Der Verein aus Miyazaki, einer Stadt in der Präfektur Miyazaki, spielte in der vierten japanischen Liga, der Japan Football League. Als Tabellenzweiter stieg er mit dem Verein Ende 2020 in die dritte Liga auf. Sein Drittligadebüt gab Kōta Ishida am 14. März 2021 (1. Spieltag) im Heimspiel gegen Iwate Grulla Morioka. Hier wurde er in der 54. Minute für Hiroki Okuda eingewechselt. Iwate Grulla Morioka gewann das Spiel mit 1:0.